# Turó de Cirers
El Turó de Cirers (mal anomenat Turó de Cirés) és una muntanya de 471,5 metres que es troba al municipi d'Argentona, a la comarca del Maresme. Travessem Cabrils per la BV-5022 i continuem amunt cap al Centre de Rehabilitació, fins al Coll de Gironella. Quan s'acaba l'asfalt, prenem la pista que surt en direcció SE. Ignorem un primer trencall a la dreta, que baixa directe a Cabrils, i en busquem un altre de seguida, també a la dreta i amb una cadena. Aquesta pista es bifurca als pocs metres, prenem la de l'esquerra fins al turó. Coordenades: x=447929 y=4599292 z=443. El seu punt més alt (472 metres) és una clariana enmig d'un bosc amb roures, cirerers bords, marfull, etc. Els arbres circumdants no permeten veure paisatge (ni a prop ni a la llunyania) i, per tant, no és un mirador convencional. Tot i així, és interessant per als afeccionats a l'ornitologia, ja que es tracta d'un excel·lent observatori per a veure el pas dels ocells migradors i aus de grans dimensions (àligues, astors, etc.). L'estrat muscinal és força ric i la molsa dominant és la molsa del pessebre.
Al seu voltant treballaven els carboners i encara es poden localitzar restes de carboneres. També es veuen les alzines de rebrot (dos o més troncs sortint de la soca d'un arbre) que neixen de les tallades per fer-ne carbó.